# Antoni de Moragas i Gallissà
Antoni de Moragas i Gallissà   (Barcelona, 13 de gener de 1913 - Barcelona, 25 de març de 1985) fou un arquitecte i dissenyador català.

## Biografia
Va néixer l'any 1913 a Barcelona, ciutat on estudià i desenvolupà la seva carrera professional. L'any 1949, el col·legi d'arquitectes convocà un concurs d'idees per a resoldre la problemàtica de l'habitatge. Moragas, juntament amb altres arquitectes, en guanyà el primer premi.
El 1954 va guanyar el primer premi del concurs Prodignificació de la Llar Popular i obté el diploma de Tècnic Urbanista. Com a arquitecte va treballar principalment a Barcelona, on destaquen entre d'altres la reforma del Cinema Fémina, l'Hotel Park o uns habitatges al carrer Brusi. Arquitecte compromès en una arquitectura social al servei de les persones. Fou membre del Col·legi d'Arquitectes de Catalunya i membre fundador i primer president de l'ADI FAD. Fou un dels impulsors del Setè Congrés de l'International Council of Societies of Industrial Design.
Fundador també del Grup R, teòric de la reforma arquitectònica de Barcelona. L'any 1960 organitzà l'ADI FAD, com a secció del FAD, del qual en fou membre fundador i primer president.
Entre les seves creacions, en destaquen les aportacions al concurs pro dignificació de la llar popular (1954), làmpada de peu (1957) butaca i puf (1957) mobiliari de la seu del Col·legi d'Arquitectes de Catalunya i de l'edifici Brusi-Sant Elías (1967-1970). Dels projectes d'arquitectura, els cinemes Kursaal, Arenas, Spring i Liceu, així com diversos habitatges a la ciutat de Barcelona.
Una mostra de la seva importància com a difusor i promotor del disseny i l'arquitectura moderna al nostre país són els diferents càrrecs que va ocupar al llarg de la seva vida: secretari del Col·legi Oficial d'Arquitectes de Catalunya i Balears (1955-1964 i 1972-1974) i degà president de la mateixa entitat (1964-1966); president del FAD (1969-1985), institució de la qual va rebre la medalla el 1966. Va rebre nombrosos premis i el 1985 li va ser concedida la Creu de Sant Jordi de la Generalitat de Catalunya.
Fou pare de l'arquitecte Antoni de Moragas i Spà.

## Obra
La seva obra es mogué entre el racionalisme i l'organicisme. Defensor de la industrialització enfront l'artesania, considerava que "L'artesania havia mort per donar pas al Disseny" i que "L'artesà modelava guiat pel seu instint, mentre que el dissenyador planifica per la raó" (Quaderns, 1961).